# Эрик (Оклахома)
Эрик (англ. Erick) — город в округе Бекем в американском штате Оклахома. По данным переписи населения США 2020 года, численность населения составляла 1000 человек.

## Население
| 2010 | 2020  |
| ---- | ----- |
| 1052 | ↘1000 |